# Liste der denkmalgeschützten Objekte in Schlins
Die Liste der denkmalgeschützten Objekte in Schlins enthält die 8 denkmalgeschützten, unbeweglichen Objekte der Gemeinde Schlins.

## Denkmäler
| Foto |                 | Denkmal                                                                                     | Standort                                              | Beschreibung | Metadaten |
| ---- | --------------- | ------------------------------------------------------------------------------------------- | ----------------------------------------------------- | --- | --- |
| ja   | Datei hochladen | Landeskrankenhaus Gaisbühel und Kapelle HERIS-ID: 82347 Objekt-ID: 96168                    | Gaisbühel 1 Standort KG: Schlins                      | Nordwestlich reichen Gebäudeteile auf das Gebiet der Gemeinde Schlins, der Hauptteil der Anlage steht in der Gemeinde Bludesch. | BDA-Hist.: Q64692162 Status: § 2a Stand der BDA-Liste: 2025-06-30 Name: Landeskrankenhaus Gaisbühel und Kapelle GstNr.: .202, .203 Lungenheilstätte Gaisbühel                                      |
| ja   | Datei hochladen | Ortskapelle hl. Anna HERIS-ID: 56391 Objekt-ID: 65790                                       | Hauptstraße 2 Standort KG: Schlins                    | Die Annakapelle in Schlins-Frommengärsch wurde 1512 geweiht. | BDA-Hist.: Q15783551 Status: § 2a Stand der BDA-Liste: 2025-06-30 Name: Ortskapelle hl. Anna GstNr.: .131 Annakapelle (Schlins)                                                                    |
| ja   | Datei hochladen | Kath. Pfarrkirche Unsere Liebe Frau Unbefleckte Empfängnis HERIS-ID: 56307 Objekt-ID: 65534 | Hauptstraße 85 Standort KG: Schlins                   | Die barocke Pfarrkirche wurde 1699 geweiht. | BDA-Hist.: Q15840311 Status: § 2a Stand der BDA-Liste: 2025-06-30 Name: Kath. Pfarrkirche Unsere Liebe Frau Unbefleckte Empfängnis GstNr.: .1, 1 Unsere Liebe Frau Unbefleckte Empfängnis, Schlins |
| ja   | Datei hochladen | Pfarrhof HERIS-ID: 56308 Objekt-ID: 65535                                                   | Hauptstraße 90, 92 Standort KG: Schlins               | Der Pfarrhof wurde mit Hilfe der Gemeinde in den Jahren 1885/1886 erneuert. | BDA-Hist.: Q38071274 Status: § 2a Stand der BDA-Liste: 2025-06-30 Name: Pfarrhof GstNr.: 289 |
| ja   | Datei hochladen | Burgruine Jagdberg HERIS-ID: 82639 Objekt-ID: 96475                                         | Jagdbergstraße Standort KG: Schlins                   | Die Burg Jagdberg ist eine mittelalterliche Höhenburg, die vermutlich im 12. Jahrhundert errichtet wurde. | BDA-Hist.: Q1012580 Status: § 2a Stand der BDA-Liste: 2025-06-30 Name: Burgruine Jagdberg GstNr.: 626 Burgruine Jagdberg                                                                           |
| ja   | Datei hochladen | Bauernhaus HERIS-ID: 111009 Objekt-ID: 128772                                               | Töbelegasse 5 Standort KG: Schlins                    | Der halbvollendete Einhof ist in Kopfstrickbauweise errichtet. | BDA-Hist.: Q37821396 Status: Bescheid Stand der BDA-Liste: 2025-06-30 Name: Bauernhaus GstNr.: 94/1                                                                                                |
| BW   | Datei hochladen | Reihenhausanlage Siedlung Ruhwiesen HERIS-ID: 113877seit 2021                               | Waldrain 12 bis 22 (gerade Nrn.) Standort KG: Schlins | Die Siedlung wurde 1973 nach Planungen von Rudolf Wäger errichtet. Es handelt sich um zwei Gruppen von je drei erdgeschoßigen Wohneinheiten mit Flachdach. In vieler Hinsicht wegweisend war die Sparsamkeit der Architektur und die Ausführung der konstruktiven Teile als Holzbau. | BDA-Hist.: Q107718887 Status: Bescheid Stand der BDA-Liste: 2025-06-30 Name: Reihenhausanlage Siedlung Ruhwiesen GstNr.: 1122/9, 1122/1, 1122/2, 1122/3, 1122/4, 1122/5, 1122/6, 1122/7, 1122/8    |
| ja   | Datei hochladen | Brunnen HERIS-ID: 82642 Objekt-ID: 96478                                                    | Standort KG: Schlins                                  | Der Dorfbrunnen nördlich der Pfarrkirche wurde Ende des 19. Jahrhunderts errichtet, er hat einen sechseckigen Brunnenstock aus Stein und einen zweiteiligen Brunnentrog. | BDA-Hist.: Q38178965 Status: § 2a Stand der BDA-Liste: 2025-06-30 Name: Brunnen GstNr.: 2694 |